# Ted Whiteaway
Ted Whiteaway (n. 1 noiembrie 1928 - d. 18 octombrie 1995) a fost un pilot englez de Formula 1 care a evoluat în Campionatul Mondial în sezonul 1955.